# Густав Лільєкрона
Ґустав Лілієкрона, Лільєкрона, Лільєнкрона, Лілієнкрон (швед. Gustaf Lilliecrona — народився 10 жовтня 1623, Седерманланд — †24 квітня 1687, Стокгольм) — відомий шведський дипломат (комісар), посадова особа Швеції, ректор, таємний радник короля, лантмаршалок і губернатор.

## Життєпис
Народився у маєтку Седерманланду. Його батько був під час війні комісаром — Каспер Кеніг, який в 1603 році представляв Швецію у Сілезії і 1637 р. отримав прізвище Лільєкрона замість Кеніг.
- У 1639 р. Густав Лільєкрона поступив в Уппсальський університет, а потім продовжив своє навчання за кордоном у Лейдені. Крім шведської, володів французькою, німецькою, голландською, італійською мовами[2].
- У 1646 р. — учасник посольств в Амстердамі та Парижі[2].
- У 1647 р. Г. Лільєкрона потім отримав службу від шведської королеви Христини в суді. У 1654 р. був у посольствах в Антверпені, Брюсселі[2]. Він залишався на службі у королеви, і
- у 1655 р. супроводжував її у поїздці до Італії, у Рим[2]. Г. Лільєкрона брав участь у справах королеви Христини в Римі, посилав доповідь про це Карлу X Густаву.
- 10 квітня 1657 р. він був призначений шведським королем Карлом Х Густавом комісаром (послом) дипломатичної служби Швеції на червень-жовтень 1657 р. для переговорів з українським гетьманом Богданом Хмельницьким щодо шведсько-українського союзу проти Польщі й Московії[1][3]. Він отримав додаткові завдання на шведській дипломатичній службі. 22 червня 1657 р. його урочисто було прийнято гетьманом України у м. Чигирині, де він обговорював союз Швеції та України проти Польщі і Московії[3]. Участь з ним брав Д. Калаугер від імені Швеції[3]. Дійшов згоди з української стороною щодо того, що Швеція отримає частину польських земель, а до Гетьманщини відходили західноукраїнські землі з-під Речі Посполитої та Південна Білорусь[3]. Українська сторона зобов'язувалась перед Швецією виставити 30-тисячний козацький корпус для війни[3]. Його діяльність сприяла укладанню Корсунської угоди 7 жовтня 1657 р. при укладанні якої він був присутній особисто[1]. Потім він повернувся у Швецію.
- Був у королівському посольстві в Данії за дансько-шведської війни 1658-1660 років[2].
- В період з 1662 р. до 1675 р. він був шведським послом у Данії.
- у 1676 р. за свої заслуги він був призначений на посаду губернатора Крунуберга.
- У 1679 р. він мав службу в місті Стокгольм й місті Уппсала.
- У 1681 р. він став на посаду губернатора Нерке і Вермланду. Король Карл XI мав велику довіру до Густава Лільєкрони.
- Наприкінці 1682 р. шведський парламент Риксдаг доручив його королеві як лантмаршалка швед. Lantmarskalk через постійні хвороби пана Фабіана Вреде (швед. Fabian Wrede) на цій посаді.
- У 1685 р. був призначений на посаду таємного радника і голови Адміністративної ради, Ради торгівлі і фінансів, але намагався в той час відмовитися від служби через власне слабке здоров'я.
- У 1686 р. він був призначений на ректора (канцлера) Університету Лунда.

Він помер мавши свою родину. Похований в каплиці Лільєкронів у церкві Седертельє (у передмісті Стокгольму).